# Język jangkang
Język jangkang – język austronezyjski używany w indonezyjskiej prowincji Borneo Zachodnie, w kabupatenie Sanggau, pomiędzy miastami Sanggau i Balai Sebut.
Według danych z 2007 roku posługuje się nim 37 tys. osób. Dzieli się na dwa dialekty: jangkang właściwy, pompang.